# Aharon Ipalé
Aharon Ipalé (27 de diciembre de 1941 – 27 de junio de 2016) fue un actor marroquí nacionalizado estadounidense, conocido por sus papeles en producciones cinematográficas y de televisión británicas y estadounidenses. Sus créditos incluyen Fiddler on the Roof (1971), Innocent Bystanders (1972), Raid on Entebbe (1977), Too Hot to Handle (1977), The Concorde ... Airport '79 (1979), The Happy Hooker Goes Hollywood (1980), Xanadu (1980), Who Dares Wins (1982), Eye of the Widow (1991), Son of the Pink Panther (1993), The Mummy (1999) y The Mummy Returns (2001).

## Biografía y carrera
Ipalé nació en Marruecos el 27 de diciembre de 1941. Se mudó con su familia a Israel cuando tenía apenas dos años  en medio de la migración masiva de los judíos marroquíes a Israel. Más adelante se trasladó al Reino Unido y empezó a estudiar artes dramáticas en Londres tras su servicio en el Ejército de Israel. Inició su carrera como actor en pequeños papeles de televisión y obras de teatro en Inglaterra, incluyendo una participación en la miniserie Christ Recrucified, en la que interpretó el papel principal de Jesús de Nazareth.
Ipalé interpretó el papel de Josué en la miniserie británica de 1973 Moses the Lawgiver, en la que Burt Lancaster encarnó al profeta Moisés. Su desempeño en Moses the Lawgiver llamó la atención en el ambiente cinematográfico de Hollywood y lo llevó a continuar su carrera en el país norteamericano. Sus créditos en el cine y la televisión estadounidense incluyen apariciones en producciones como Hawaii Five-O, Dynasty, Kojak, The Love Boat, MacGyver, Miami Vice y Charlie's Angels.
En 1985 Ipalé apareció en la película dramática británica The Shooting Party, protagonizada por James Mason y John Gielgud. Ese mismo año apareció en el filme israelí Gesher Tzar Me’od (1985). Dos años más tarde coprotagonizó la cinta Ishtar, que se convirtió en un fracaso comercial y de crítica. A finales de los años 1990 Ipalé empezó a interpretar el papel recurrente del Faraón Seti I en la película de aventuras The Mummy y en su secuela, The Mummy Returns, ambas dirigidas por Stephen Sommers y protagonizadas por Rachel Weisz y Brendan Fraser. En 2007 apareció en la cinta Charlie Wilson's War.
Ipalé regresó a Israel en el 2012 después de residir y trabajar durante varias décadas en Londres y en Los Ángeles. Sin embargo, no pudo recrear el éxito profesional en Israel que había disfrutado en el extranjero.

### Fallecimiento
Aharon Ipalé murió de cáncer en el Centro Médico de Sheba en Tel Hashomer el 27 de junio de 2016, a los 74 años de edad. Fue tratado por la enfermedad durante varios meses. Ipalé, a quien sobrevivió su hija, fue enterrado en Holon.

## Filmografía
| Año  | Título                                       | Papel                       | Notas                      |
| ---- | -------------------------------------------- | --------------------------- | -------------------------- |
| 1970 | Madron                                       | Cantante                    | No acreditado              |
| 1971 | Fiddler on the Roof                          | Sheftel                     |                            |
| 1972 | Innocent Bystanders                          | Gabrilovitch                |                            |
| 1976 | Raid on Entebbe                              | David Grut                  | Telefilme                  |
| 1977 | Too Hot to Handle                            | Domingo De La Torre         |                            |
| 1978 | The Immigrants                               | Joseph Lavetta              |                            |
| 1979 | The Concorde ... Airport '79                 | Reportero francés           |                            |
| 1980 | The Happy Hooker Goes Hollywood              | Raul                        |                            |
| 1980 | Xanadu                                       | Fotógrafo                   |                            |
| 1982 | Who Dares Wins                               | Malek                       |                            |
| 1985 | Gesher Tzar Me'od                            |                             |                            |
| 1985 | The Shooting Party                           | Reuben Hergesheimer         |                            |
| 1987 | Ishtar                                       | Emir Yousef                 |                            |
| 1988 | Vibes                                        | Alejandro De La Vivar       |                            |
| 1989 | One Man Out                                  | El general                  |                            |
| 1991 | Eye of the Widow                             | Soltaneh                    |                            |
| 1993 | American Ninja V                             | Dr. Strobel                 |                            |
| 1993 | Son of the Pink Panther                      | General Jaffar              |                            |
| 1993 | Invisible: The Chronicles of Benjamin Knight | Petroff                     |                            |
| 1999 | The Mummy                                    | Seti I                      |                            |
| 2001 | The Mummy Returns                            | Seti I                      |                            |
| 2006 | The Ten Commandments: The Musical            | Seti                        |                            |
| 2007 | Charlie Wilson's War                         | Ministro de defensa egipcio |                            |
| 2013 | The Bible                                    | Faraón                      | Documental para televisión |
| 2016 | The Promise                                  | Dr. Nazim                   | Aparición final en cine    |